# Брадуэлл
«Брадуэлл» (англ. Bradwell nuclear power station) — закрытая атомная станция с газоохлаждаемыми ядерными реакторами типа «Magnox», расположенная на полуострове Денджи в устье реки Блэкуотер британского графства Эссекс.

## История
Строительство электростанции было начато в декабре 1957 года объединением компаний Clarke Chapman, Head Wrightson, C. A. Parsons & Co., A. Reyrolle & Co., Strachan & Henshaw и Whessoe, теперь известная как Nuclear Power Plant Company (NPPC). Станция начала вырабатывать электроэнергию в 1962 году. В состав станции входили два ректора типа Магнокс, в сумме дававшие 242 МВт чистой энергии. В среднем, электростанция могла обеспечить электричеством три города, таких как Челмсфорд, Колчестер и Саутенд-он-Си. Реакторы поставляла фирма The Nuclear Power Group (TNPG).
АЭС Брадуэлл была построена на окраине аэродрома Второй мировой войны, полторы мили от побережья Эссекса. Это местоположение было выбрано сознательно, так как земля была недорогая и не представляла интереса для сельского хозяйства. Так же близко находился неограниченный источник воды из Северного моря. В 1999 году было объявлено, что станция прекратит свою деятельность в 2002 году. Это была первая станция, закрытая на плановой основе в Великобритании. 28 марта 2002 года лорд Брейбрук и лорд-наместник Эссекса открыли мемориальную доску в честь закрытия электростанции.
18 октября 2010 года Британское правительство объявило, что Брадуэлл является одной из восьми площадок, подходящих для строительства будущих атомных электростанций. 23 июня 2011 года британское правительство объявило, что Брадуэлл будет одним из восьми участков, на которых будут открыты ядерные объекты к 2025 году.

## Происшествия
В 1966 году с Брадуэлл было похищено 20 тепловыделяющих стержней. Стержни были украдены работником станции Гарольдом Артуром Снитом для их продажи. Кража была обнаружена местной полицией, когда микроавтобус транспортировал стержни в конечный пункт назначения. Водителю Деннису Патрику Хэдли пришлось остановить микроавтобус в связи с дефектом руля. Стержни были обнаружены и в последующем судебном деле Снит и Хэдли были оштрафованы на 100 фунтов каждый и были обязаны оплатить расходы за судебный процесс.
В 1969 в качестве основного компьютера для мониторинга температуры реактора был установлен Honeywell 316, который использовался непрерывно, вплоть до лета 2000 года, когда из-за отказа жёсткого диска на 160 Кб его пришлось отключить, а в качестве основных компьютеров для мониторинга подключить два PDP-11/70, прежде использовавшихся как дополнительные.
Одна из модификаций Honeywell 316 — кухонный компьютер.